# 2014年闡明臺灣關係法及海軍艦艇移轉法案
2014年闡明臺灣關係法及海軍艦艇移轉法案（英語：Taiwan Relations Act Affirmation and Naval Vessel Transfer Act of 2014），或稱眾院第3470號法案（H.R. 3470），是允許分別銷售與轉讓派里級巡防艦予墨西哥、泰國和臺灣的一項法案。四艘艦艇以各艘約1000萬美元售予臺灣，墨西哥和泰國獲得各兩艘的資助。
本法案於第113屆美國國會期間由美国众议院通過。2014年12月4日和12月10日，美國參議院與众议院分別通過了修正的《2013年海軍艦艇轉移法案》（Naval Vessel Transfer Act of 2013，S. 1683），12月18日由歐巴馬總統簽署成為法律。

## 背景
派里級巡防艦是一款巡防艦，名字取自美國海軍准將派里，他是在伊利湖戰役中的歷史英雄。這款軍艦或稱為FFG-7級，在1970年代中期由美國設計，是一種通用型的護衛艦，價格便宜適合大量購買，以取代在二戰時期的驅逐艦，和1960年代的諾克斯級巡防艦。它們的任務是保護兩棲登陸部隊、海上支援整補支隊（supply and replenishment groups），及避開潛艇的商船護航。另外，它們也會加入航空母艦打擊群或航空母艦戰鬥群之中。美國共建造了55艘派里級，51艘在美國海軍服役，4艘在澳洲皇家海軍服役。此外，台灣建造了8艘，西班牙建造6艘，澳大利亞建造2艘。美國海軍也透過銷售或捐贈的方式將此級軍艦讓與巴林、埃及、波蘭、巴基斯坦和土耳其。
《臺灣關係法》（H.R. 2479），是一部由美國國會通過的國內法。該法規範了美國與台灣的非外交關係，因為美國在1979年以後承認中華人民共和國為中國。該法在1979年通過，開拓了此後的美台關係。依照此法，美國能提供台灣軍事援助，以防備來自中國的可能攻擊。

## 法案規定
本摘要的主要內容引自國會研究服務部，屬於公有领域來源。
《2014年闡明臺灣關係法及海軍艦艇移轉法案》授權美國總統可採贈予的方式將兩艘派里級導彈巡防艦：柯茲號（FFG-38）和麥克拉斯基號（FFG-41）給墨西哥；及兩艘派里級導彈巡防艦：倫茲號（FFG-46）和范德格里夫特號（FFG-48）給泰國。

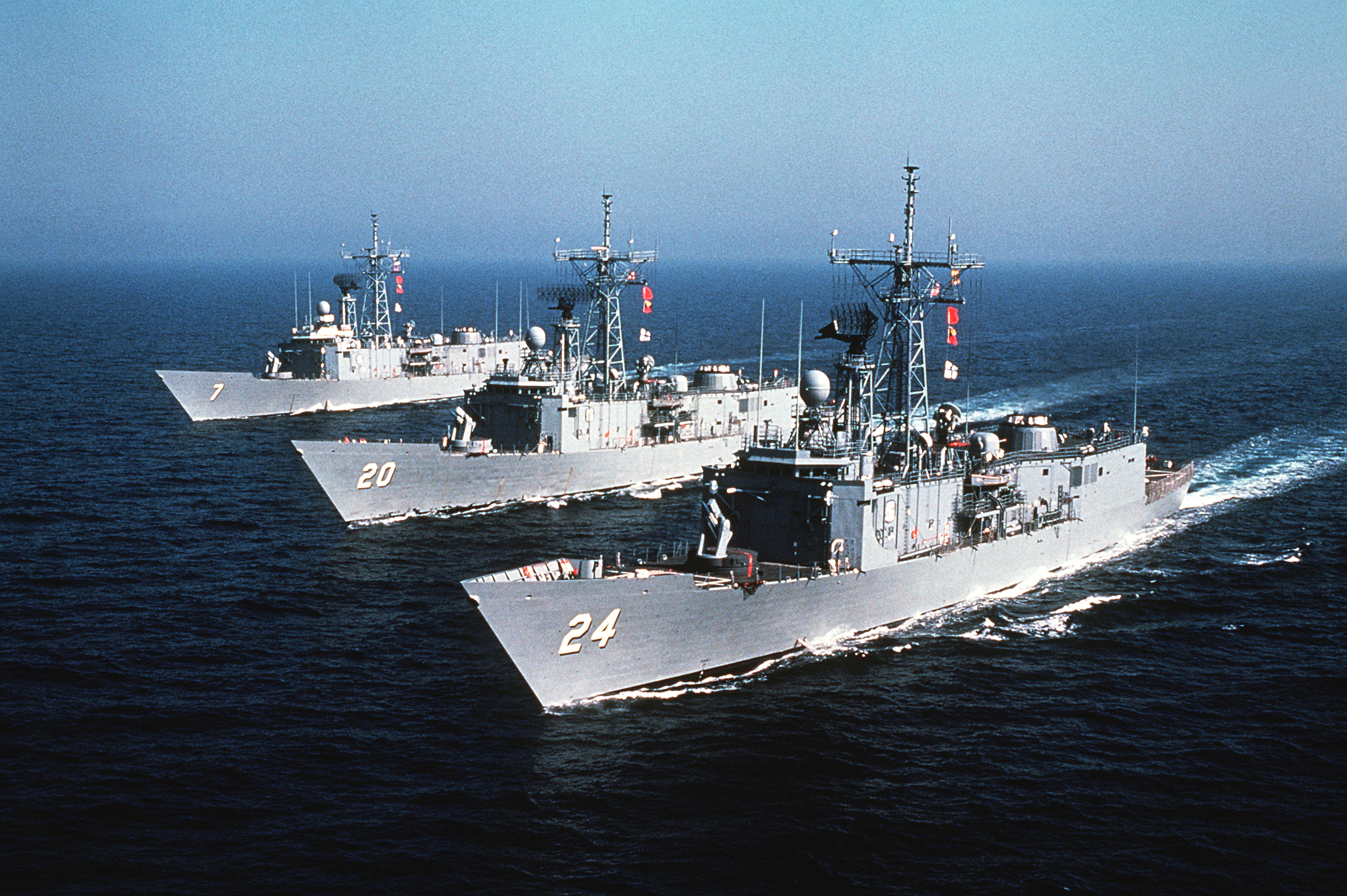
航行中的派里級導彈巡防艦，1982年。

本法案也授權總統以銷售的方式將派里級導彈巡防艦泰勒號（FFG-50）、蓋瑞號（FFG-51）、卡爾號（FFG-52）和艾爾洛號（FFG-55）轉移給在美國的臺北經濟文化代表處。（《台灣關係法》中規定與台灣方面的媒介。）
總統必須確保法案中指定轉移的任一國家的任何船隻總數，不超出本法案中的授權總數。

## 外部連結
- （英文）Library of Congress - Thomas H.R. 3470
- （英文）beta.congress.gov H.R. 3470（页面存档备份，存于）
- （英文）GovTrack.us H.R. 3470（页面存档备份，存于）
- （英文）OpenCongress.org H.R. 3470
- （英文）WashingtonWatch.com H.R. 3470Archive.today的存檔，存档日期2014-04-05